# Beilschmiedia kostermansiana
Espèce
Beilschmiedia kostermansiana est une espèce de plantes à fleurs de la famille des Lauraceae et du genre Beilschmiedia selon la classification phylogénétique.

## Étymologie
Son nom rend hommage au botaniste allemand Carl Traugott Beilschmied, l'épithète spécifique kostermansiana au botaniste néerlandais André Joseph Guillaume Henri Kostermans.

## Découverte et description
Beilschmiedia kostermansiana est une plante endémique du Cameroun.